# جوزيف هنري هاريس
جوزيف هنري هاريس هو سياسي كندي، ولد في 13 ديسمبر 1888، وتوفي في 24 أكتوبر 1952. حزبياً، نشط في حزب كندا المحافظ والحزب الكندي التقدمي المحافظ. وقد انتخب عضو مجلس العموم الكندي.